# Ocskay László (kuruc brigadéros)

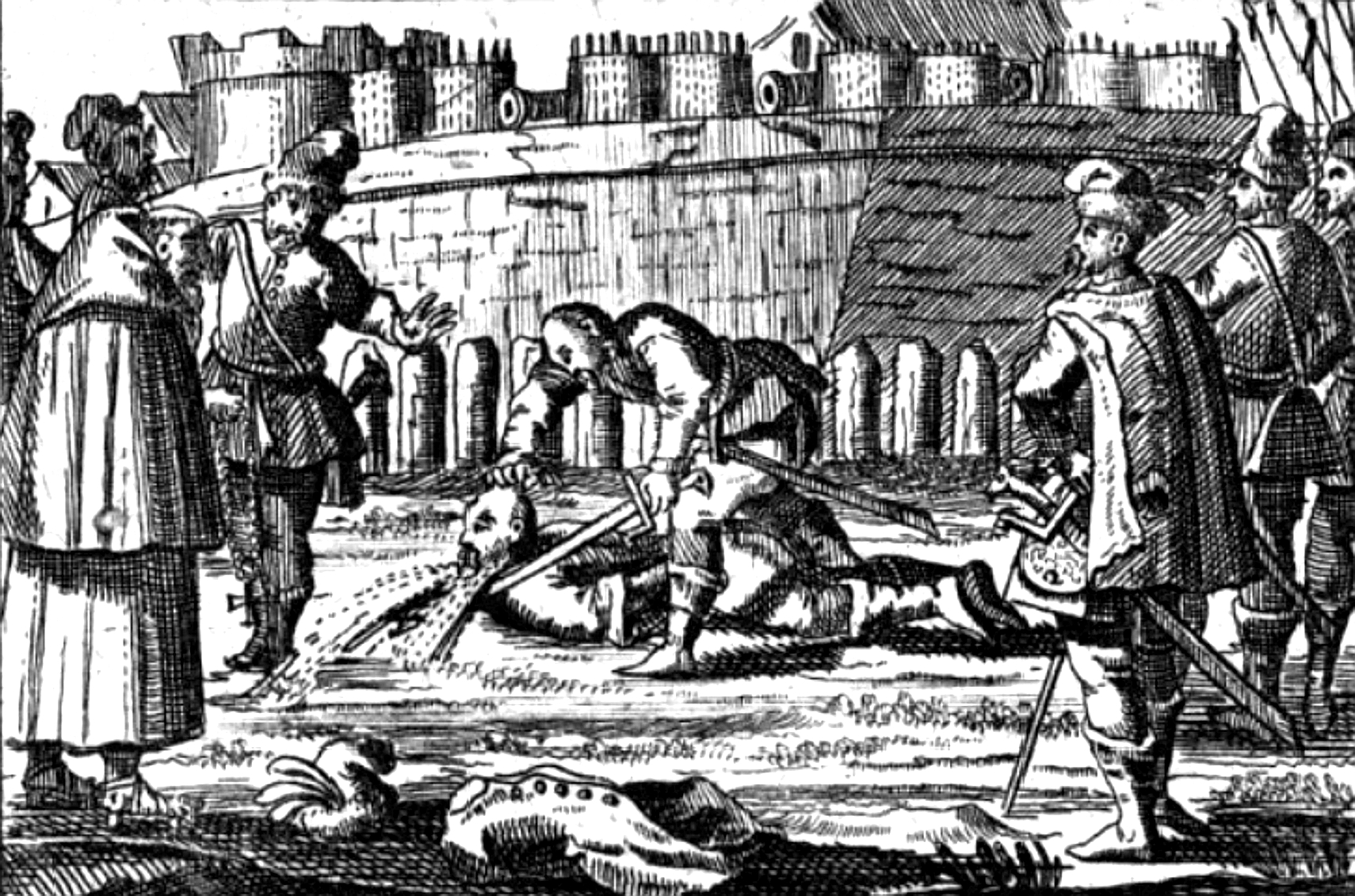
Ocskay lefejezése, korabeli fametszet

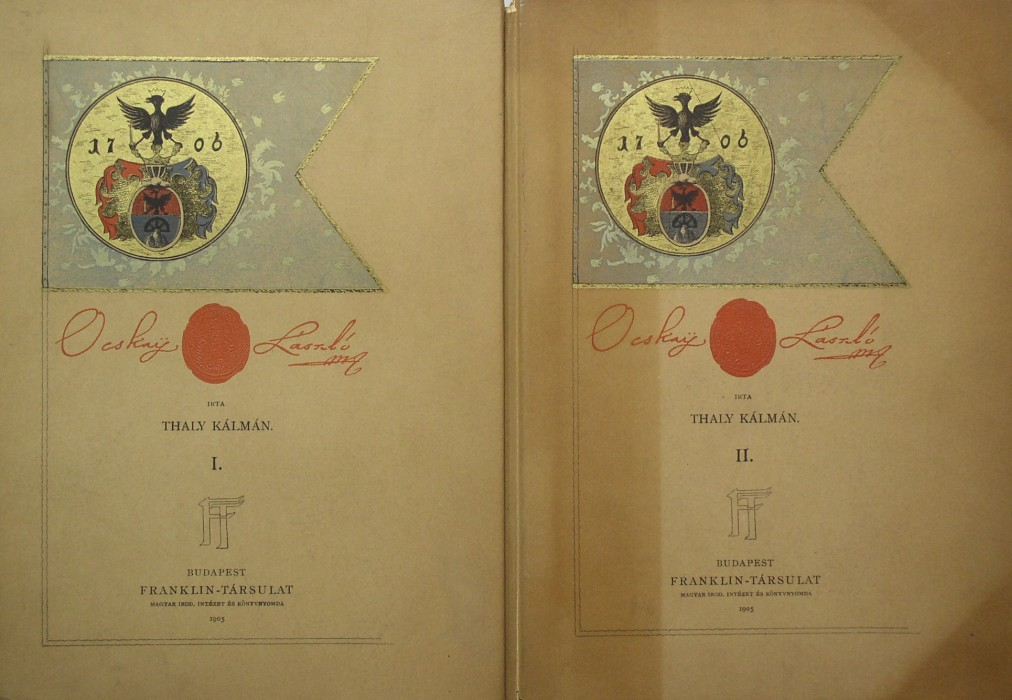
Thaly Kálmán történeti tanulmánya

Ocskay László (Ocskó, 1680. – Érsekújvár, 1710. január 3.) kuruc brigadéros, császári és királyi ezredes.

## Családja
Nyitra vármegyei köznemesi család sarja, Ocskay Kristóf és Fitter Éva fia. 1703-ban Tisza Ilonát (1684?–1735. október) vette feleségül, kitől János és Erzsébet nevű felnőttkort ért gyermekei születtek. (Egykorú levélbeli közlés szerint Ocskay László Kovách István verebélyszéki alispán fiatal özvegyét vezette oltár elé Léván, és Thaly Kálmán ezt az adatot összekapcsolta Tisza Ilona személyével (Jókai Mór is őt követi híres regényében), csakhogy Kovách István özvegye Csató Anna Klára volt, aki utóbb Lipthay Ádámhoz, majd egy bizonyos gróf Ouidalle Károly Huberthez ment nőül, nem lehetett tehát Ocskay László neje.) Tisza Ilona utóbb (1713-ban) Ocskay unokatestvérének fiához, Ocskay Sándorhoz (tehát előző férje harmadfokú rokonához) ment nőül.

## Életpályája
Tanulmányait 1695–1698 között a nagyszombati jezsuitáknál végezte. Tizenöt éves korában huszár lett Pálffy János gróf (1700-tól Ebergényi László) ezredében, és részt vett Savoyai Jenő hadjárataiban. Már ekkor is valami bűnt követhetett el, mert a hóhér levágta egyik fülét. Ezután egy bajtársát meggyilkolta, és katonaszökevény lett, Temesvárra ment, ahol áttért a muzulmán vallásra. 1699-ben visszament a Pálffy-ezredhez. A spanyol örökösödési háborúban ugyan kitűnt, de botrányos, garázda életmódja miatt a tizedességnél nem jutott magasabbra, és ismét megszökött, ezúttal Franciaországba, ahol a francia király egyik testőrcsapatának hadnagya lett. Innen rövid időre visszatért régi ezredéhez.
1703 júniusában Magyarországon volt, ahol egy gyorsan összeszedett lovascsapattal csatlakozott II. Rákóczi Ferenc akkoriban kezdődő felkeléséhez. Csakhamar – bátorságával és ügyességével – olyan érdemeket szerzett, hogy ezredes lett. Szépen gyarapodó huszárjaival gyors egymásutánban meghódította Lévát, Korponát, Selmecet. Már ekkor elkezdte Ausztriába és Morvaországba pusztító, hosszú éveken át meg-megismételt betöréseit, melyek félelmetessé tették nevét (Európa-szerte mint „a tűz fejedelmét” és „Rákóczi villámát” ismerték). 1704-ben már több mint hatezer ember állt parancsnoksága alatt. Az év végén a nagyszombati csatában (1704. december 25.) Rákóczi állítása szerint „csodákat mívelt”.
Számos győzelmének jutalmául II. Rákóczi Ferenc 1705. augusztus 15-én brigadérossá léptette elő, 1707-ben pedig a sztropkói Pethő-uradalmat adományozta számára.
A trencséni csata (1708. augusztus 3.) után Pálffy János császári tábornagy megbízásából Pyber László püspök megnyerte I. József pártjának Ocskayt, akit már régebben ismert. Ocskay gyanús veszteglésével felkeltette a fejedelemnek és vezérkarának figyelmét, de árulása csak akkor lett nyilvánvaló, amikor 1708. augusztus 28-án Pereszlénynél – katonáit I. József iránti hűségesküre kényszerítve – nyíltan egyesült Pálffy hadával. Ez a tette Rákóczi felvidéki hívei között roppant megdöbbenést és zavart keltett. Ocskay ezután már császári ezredesként szerepelt. Német tiszttársai azonban nyíltan kimutatták megvetésüket a többszörös árulóval szemben, saját katonái pedig lassanként otthagyták a rájuk kényszerített zászlót, és visszaszöktek a kurucokhoz.

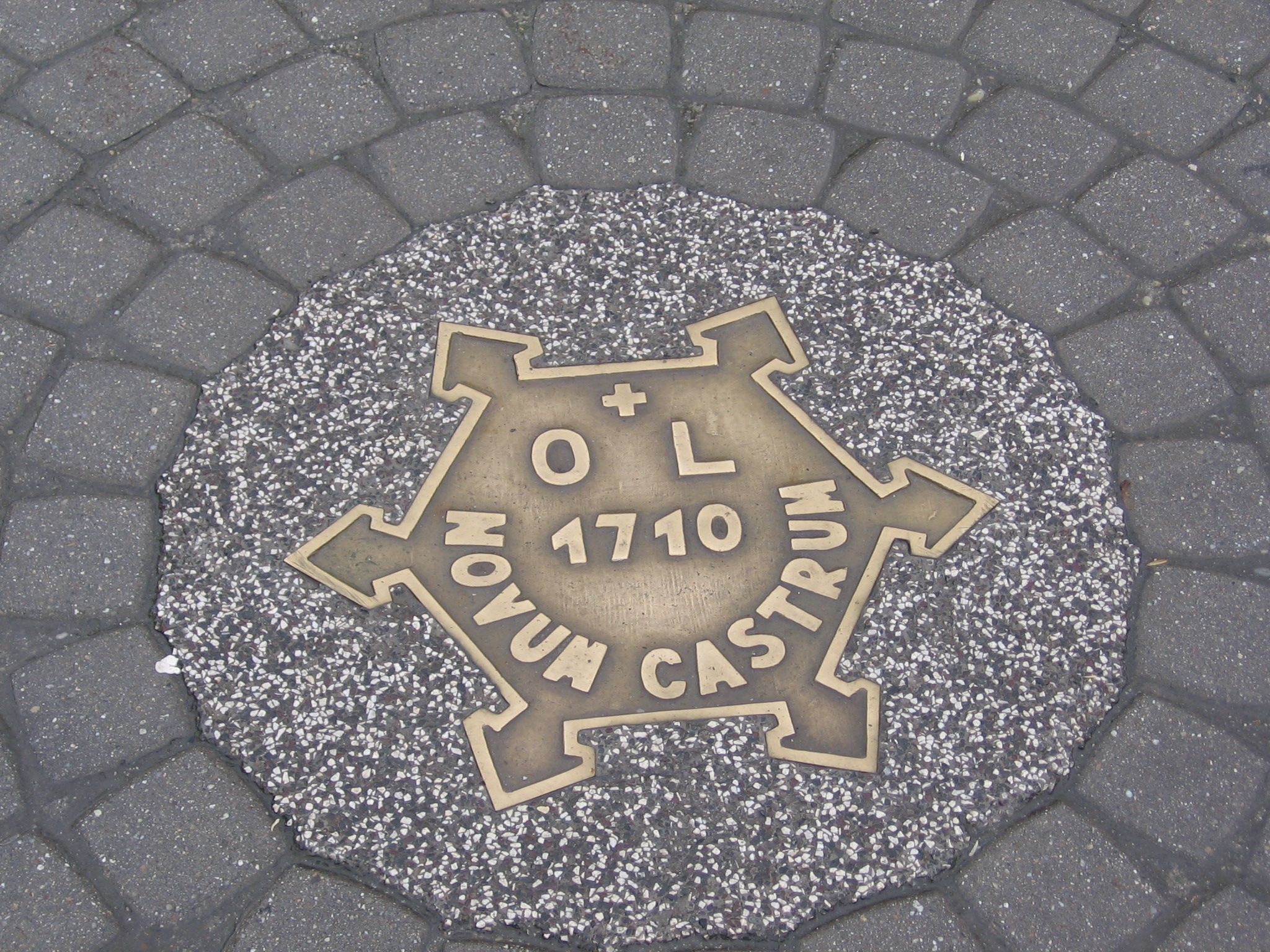
Az árulóvá vált Ocskay László („Rákóczi villáma”, „Tűz fejedelme”) lefejezésének helye Érsekújvár főterén

Jávorka Ádám érsekújvári főhadnagy elhatározta, hogy elfogja az árulót. Mikor azonban kurucaival Ocskó elé ért (1709. december 31-én), megtudta, hogy Ocskay már Verbón, a Révay-kastélyban dőzsöl. 1710. január 1-jén koldusnak öltözve belopódzott a kastélyba és kikémlelte, mikor megy vissza Ocskay Ocskóra. Estefelé az országúton vitézeivel lesben állt, és kísérői nagy részének felkoncolása után élve elfogta Ocskayt, majd Érsekújvárra vitte. Itt a Csajághy János brigadéros elnökletével összeült haditörvényszék Ocskayt előbb karóba húzatásra, végül – Ocskay Sándor alezredes közbenjárására – kegyelemből pallos általi halálra ítélte. Hiába tagadta meg ekkor I. Józsefet, megígérve Rákóczihoz való visszatérését, 1710. január 3-án lefejezték, és fejét a vár bástyáján karóra tűzték.

## Emlékezete

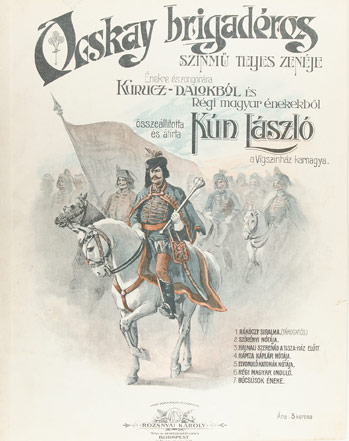
Az „Ocskay brigadéros” című történelmi színmű zenéjének lemezborítója (1908)

Alakját az irodalomban Jókai Mór regénye, a Szeretve mind a vérpadig, valamint Herczeg Ferenc legsikeresebb színműve, az Ocskay brigadéros örökítette meg. Az Ocskay–Jávorka párharcról Takács Tibor Ezüstkard, Dienes András Farkasles címmel írt regényt.